# امند (شبستر)
امند روستایی در دهستان رودقات بخش صوفیان شهرستان شبستر استان آذربایجان شرقی ایران است. این‌روستا دارای یک سدخاکی توریستی می‌باشد که‌آب‌باغ‌های امند از این‌سد می‌باشد.

## جمعیت
بر پایه سرشماری عمومی نفوس و مسکن در سال ۱۳۹۵ جمعیت این مکان ۱٬۶۶۴ نفر (۵۷۷خانوار) بوده‌است.